# Asterinides hartmeyeri
Asterinides hartmeyeri är en sjöstjärneart som först beskrevs av Döderlein 1910.  Asterinides hartmeyeri ingår i släktet Asterinides och familjen Asterinidae. Inga underarter finns listade i Catalogue of Life.